# القلعة الخامسة (فلم)
القلعة الخامسة هو فيلم سينمائي سوري إنتاج عام 1979. من إنتاج : المؤسسة العامة للسينما واخراج بلال الصابوني. كتب القصة: فاضل العزاوي. مدير التصوير : عبده حمزة، مونتاج : وليد حريب، حوار : د. رياض عصمت، موسيقى : نوري اسكندر، الشركة : ايستمان كولور - سوريا.

## الممثلون
- عبد الفتاح المزين
- أسعد فضة
- نادين خوري
- أسامة خلقى
- يوسف حنا
- عبدالمولى غميض
- أحمد عداس

## مختصر الفلم
تجري أحداث الفيلم في الخمسينات في سورية عن الواقع الاجتماعي والسياسي عبر الأحداث التي يجسدها عدد من الشخصيات .